# Jackson Niyomugabo
Jackson Niyomugabo (Kibuye, 18 aprile 1988) è un ex nuotatore ruandese, specializzato negli stile libero e rana tra le corsie e in acque libere.

## Biografia
Suo padre morì quand'era giovane. La madre, che si occupò di lui, coltivava un piccolo appezzamento di terra della famiglia sulle montagne sovrastanti il lago Kivu.
Le origini umili non gli offerirono l'opportunità di raggiungere un'alta formazione professionale. Imparò a nuotare leggendo un libro fornitogli da un insegnante di scuola superiore. Crebbe agonisticamente nuotando nelle acque del lago Kivu, al confine tra il Ruanda e la Repubblica Democratica del Congo. Occasionalmente gli fu concesso il permesso di nuotare in un hotel turistico nella capitale, Kigali.
Gareggiò ai mondiali di Melbourne 2007 nei 50 metri stile libero e nei 100 m rana. Partecipò alla 10 km in acque libere, senza riuscire a finire la gara.
Rappresentò il Ruanda ai Giochi olimpici estivi di Pechino 2008, dove ottenne l'83º tempo nelle batterie dei 50 m stile libero e fu eliminato.
Fu convocato ai Mondiali in vasca corta di Dubai 2010 e gareggò nei 50 e 1500 m stil libero.
Ai mondiali di Shanghai 2011 fu eliminato in batteria con il 91º piazzamento nei 50 m stile libero. Nella 5 km in acque libere terminò la gara oltre il tempo limite.
Tornò per la seconda volta alle Olimpiadi a Londra 2012, classificandosi 52º nei 50 m stile libero.